# بيتر كوكس (مغن مؤلف)
بيتر كوكس (بالإنجليزية: Peter Cox)‏ هو مغن مؤلف بريطاني، ولد في 17 نوفمبر 1955 في كينغستون ‏ في المملكة المتحدة.

## وصلات خارجية
- بيتر كوكس على موقع IMDb (الإنجليزية)
- بيتر كوكس على موقع ميوزك برينز (الإنجليزية)
- بيتر كوكس على موقع ديسكوغز (الإنجليزية)